# Wilhelm Pällmann
Wilhelm Pällmann (* 26. Februar 1934 in Hiltrup; † 25. Dezember 2013) war ein deutscher Jurist.

## Werdegang
Wilhelm Pällmann legte 1955 an der Kardinal-von-Gehlen-Schule in Hiltrup das Abitur ab. Anschließend studierte er Rechtswissenschaft und legte 1963 in Düsseldorf das zweite juristische Staatsexamen ab. Anschließend war er am Oberverwaltungsgericht für das Land Nordrhein-Westfalen in Münster als wissenschaftlicher Hilfsarbeiter tätig und anschließend bei der Deutschen Bundesbahn als Bundesbahnrat.
Von 1966 bis 1971 war er in verschiedenen Ministerien in der Landesregierung von Schleswig-Holstein mit Themen der Verkehrspolitik und Verkehrswirtschaft betraut. Von 1971 bis 1974 war er als Beigeordneter im Großraum Hannover Dezernent für Wirtschaft, Verkehr und Finanzen.
Pällmann war von 1974 bis 1982 Vorstandsvorsitzender bei der Üstra Hannoversche Verkehrsbetriebe AG. Von 1983 an war er Vorstandsmitglied der Deutschen Bundesbahn, dann von 1991 bis 1995 Vorstand der Deutschen Bundespost Telekom. Nach der Privatisierung des Unternehmens war er für ein halbes Jahr kommissarischer Vorstandsvorsitzender der Deutschen Telekom.
Bundesweit bekannt wurde er durch seinen Vorsitz der nach ihm benannten Pällmann-Kommission, die zwischen 1999 und Herbst 2000 Möglichkeiten zur Finanzierung der Bundesverkehrswege außerhalb des Bundeshaushalts prüfte.